# Powiat Birkenfeld
Powiat Birkenfeld (niem. Landkreis Birkenfeld) – powiat w niemieckim kraju związkowym Nadrenia-Palatynat. Siedzibą powiatu jest miasto Birkenfeld.
Do 1937 powiat stanowił eksklawę kraju Oldenburg. Dopiero od 1 kwietnia 1937 na mocy ustawy o Wielkim Hamburgu powiat wcielono do Prus.

## Podział administracyjny
Powiat Birkenfeld składa się z:
- jednej gminy miejskiej (Stadt)
- trzech gmin związkowych (Verbandsgemeinde)

Gminy miejskie:
| Lp. | Nazwa gminy miejskiej | Ludność (31.12.2009) | Powierzchnia km² |
| --- | --------------------- | -------------------- | ---------------- |
| 1   | Idar-Oberstein        | 30.759               | 91,56            |

Gminy związkowe:
| Lp. | Nazwa gminy związkowej | Ludność (31.12.2009) | Powierzchnia km² | Liczba gmin |
| --- | ---------------------- | -------------------- | ---------------- | ----------- |
| 1   | Baumholder             | 9.788                | 137,36           | 14          |
| 2   | Birkenfeld             | 19.837               | 213,14           | 31          |
| 3   | Herrstein-Rhaunen      | 23.817               | 334,55           | 50          |

## Zmiany administracyjne
1 stycznia 2020
- połączenie gminy związkowej Herrstein z gmina związkową Rhaunen w gminę związkową Herrstein-Rhaunen